# Tom Hazelmyer
Tom Hazelmyer est le fondateur de la maison de disques Amphetamine Reptile Records (connue aussi sous l'abréviation AmRep).
Alors qu'il était marine dans l'armée américaine, il fonda cette maison de disques, initialement uniquement pour produire les enregistrements de son propre groupe, Halo of Flies.
Mais, rapidement et grâce au succès de jeunes groupes tels que Melvins, Chokebore ou Boss Hog, le label d'Hazelmyer devient une référence dans le milieu underground américain.
Tom Hazelmyer déménagea son label, depuis l'État de Washington jusqu'à Minneapolis et freina alors volontairement son activité. Aujourd'hui, il ne signe plus de nouveaux artistes et se limite à proposer des raretés de ces groupes phares sur Internet.